# Ист-Карролл
Ист-Ка́ролл (англ. East Carroll Parish, фр. Paroisse de Carroll Est) — приход штата Луизиана, США. Официально образован в 1877 году. По состоянию на 2010 год, численность населения составляла 7759 человек.

## География
По данным Бюро переписи США, общая площадь прихода равняется 1 144,781 км2, из которых 1 090,391 км2 — суша и 56,980 км2, или 4,900 %, — это водоёмы.

## Население
По данным переписи населения 2000 года на территории прихода проживает 9421 житель в составе 2969 домашних хозяйств и 2140 семей. Плотность населения составляет 9,00 человека на км2. На территории прихода насчитывается 3303 жилых строения, при плотности застройки около 3,00 строения на км2. Расовый состав населения: белые — 31,60 %, афроамериканцы — 67,29 %, коренные американцы (индейцы) — 0,18 %, азиаты — 0,33 %, гавайцы — 0,00 %, представители других рас — 0,25 %, представители двух или более рас — 0,35 %. Испаноязычные составляли 1,19 % населения независимо от расы.
В составе 36,50 % из общего числа домашних хозяйств проживают дети в возрасте до 18 лет, 40,00 % домашних хозяйств представляют собой супружеские пары, проживающие вместе, 27,70 % домашних хозяйств представляют собой одиноких женщин без супруга, 27,90 % домашних хозяйств не имеют отношения к семьям, 25,60 % домашних хозяйств состоят из одного человека, 11,30 % домашних хозяйств состоят из престарелых (65 лет и старше), проживающих в одиночестве. Средний размер домашнего хозяйства составляет 2,82 человека, и средний размер семьи 3,40 человека.
Возрастной состав прихода: 30,30 % моложе 18 лет, 11,50 % от 18 до 24, 27,20 % от 25 до 44, 18,50 % от 45 до 64 и 18,50 % от 65 и старше. Средний возраст жителя прихода 31 лет. На каждые 100 женщин приходится 104,60 мужчин. На каждые 100 женщин старше 18 лет приходится 106,90 мужчин.
Средний доход на домохозяйство прихода составлял 20 723 USD, на семью — 24 554 USD. Среднестатистический заработок мужчины был 22 099 USD против 18 672 USD для женщины. Доход на душу населения составлял 9 629 USD. Около 32,60 % семей и 40,50 % общего населения находились ниже черты бедности, в том числе — 56,80 % молодежи (тех, кому ещё не исполнилось 18 лет) и 32,70 % тех, кому было уже больше 65 лет.